# International Commission for Optics
La International Commission for Optics (ICO) è stata creata nel 1947 con l'obiettivo di contribuire al progresso e alla diffusione della conoscenza nel campo dell'ottica.
È un Scientific Associate dell'International Council for Science (ICSU) e un Affiliated Commission della International Union of Pure and Applied Physics (IUPAP).

## Storia
La riunione preparatoria, decisa durante l'assemblea generale dell'International Union of Pure and Applied Physics (IUPAP), in cui si sono gettate le basi della commissione, è avvenuta nel giugno 1947 a Praga in Cecoslovacchia ed erano presenti 15 delegati di otto nazionalità diverse (Belgio, Cecoslovacchia, Francia, Gran Bretagna, Italia, Paesi Bassi, Polonia e Svezia) e si era registrato l'interessamento di altre cinque nazioni i cui delegati non erano riusciti a partecipare (Danimarca, Finlandia, Norvegia, Svizzera e Stati Uniti d'America).
Il primo congresso è avvenuto nel luglio 1948 a Delft, in Olanda Meridionale e ha visto 11 nazioni divenire le fondatrici della commissione: Belgio, Cecoslovacchia, Francia, Gran Bretagna, Italia, Paesi Bassi, Polonia, Spagna, Svezia, Svizzera e Stati Uniti d'America.
Negli anni altre nazioni si sono aggiunte e nel 1996 facevano parte della commissione: Stati Uniti d'America (con 18 rappresentanti), Francia (15 rappresentanti), Gran Bretagna (13 rappresentanti), Paesi Bassi, Germania e Giappone (8 rappresentanti ognuno), Italia (7 rappresentanti), Polonia (6 rappresentanti), Australia e Spagna (5 rappresentanti ognuna), Cecoslovacchia, Svezia e Canada (4 rappresentanti ognuna), Ungheria, Unione Sovietica (Russia), Messico, Corea, Cina (Chinese Optical Society) e Finlandia (2 rappresentanti ognuno), Belgio, Austria, Taiwan (Optical Engineering Society di Taipei) e Israele (1 rappresentante ognuno).

## Obbiettivi
Tra le attività dell'ICO vi è l'organizzazione e la sponsorizzazione di congressi e incontri nelle scuole. Organizza un Traveling Lecturer Program e tre premiazioni annuali, gli ICO awards (ICO Prize, Galileo Galilei Award, ICO/ICTP Award); oltre a questo pubblica una newsletter periodica e una serie di libri, sempre nel campo dell'ottica.

## Presidenza dell'ICO
- 1947-1948: Prof. Thomas Smith, Londra, Gran Bretagna
- 1949-1955: Prof A.C.S. van Heel, Paesi Bassi
- 2005-2008: Prof. Ari T. Friberg, Royal Institute of Technology, Department of Microelectronics and Information Technology, Stoccolma, Svezia.

## Vincitori degli ICO Awards

### ICO Prize
Creato nel 1982, premia gli studiosi che hanno pubblicato ricerche di elevato interesse nel campo dell'ottica prima dei 40 anni.
- 1982  Antoine Labeyrie, Francia
- 1983  James R. Fienup, Stati Uniti
- 1984  J. Christopher Dainty, Regno Unito
- 1985  Sergei I. Stepanov, Unione Sovietica
- 1986  Kensuke Ikeda, Giappone
- 1987  Alain Aspect, Francia
- 1988  non è stato assegnato nessun premio
- 1989  Demetri Psaltis, Stati Uniti
- 1990  Rosario Martinez-Herrero, Spagna
- 1991  David A.B. Miller, Regno Unito e Stati Uniti
- 1992  Wolfgang Peter Schleich, Germania
- 1993  Aleksander K. Rebane, Estonia
- 1994  Emmanuel Desurvire, Francia
- 1995  Tony F. Heinz, Stati Uniti

- 1996  Vladimir Buzek, Slovacchia
- 1997  Andrew M. Weiner, Stati Uniti
- 1998  David Mendlovic, Israele e Haldun Ozaktas, Turchia
- 1999  Hugo Thienpont, Belgio
- 2000  Stefan W. Hell, Germania
- 2001  Nabeel A. Riza, Pakistan e Stati Uniti
- 2002
- 2003  Benjamin J. Eggleton, Australia
- 2004  Ashok V. Krishnamoorthy, India e Stati Uniti
- 2005  Immanuel Bloch, Germania
- 2006  Hideyuki Sotobayashi, Giappone

### ICO Galileo Galilei Award
Il premio viene dato a chi ha effettuato contributi di eccezionale interesse nel campo dell'ottica, in regioni con condizioni economiche e sociali particolarmente difficoltose e scarso accesso ad attrezzature e informazioni scientifiche. La medaglia d'argento raffigurante Galileo Galilei che viene assegnata ai vincitori del premio è donata dalla Società Italiana di Ottica e Fotonica italiana.
- 1994  Ion N. Mihailescu, Romania
- 1995  Rajpal S. Sirohi, India
- 1996  Daniel Malacara, Messico
- 1997  Natalyia D. Kundikova, Russia
- 1998  Ajoy K. Ghatak, India
- 1999  Mario Garavaglia, Argentina
- 2000  Vladimir P. Lukin, Russia

- 2001  Kehar Singh, India
- 2002  Rashid A. Ganeev, Uzbekistan
- 2003  Cid B. de Araujo, Brasile
- 2004  Milivoj Belic, Serbia e Montenegro e Caesar Saloma, Filippine, ex aequo
- 2005  Valentin Vlad, Romania
- 2006  Mohammed M. Shabat, Gaza, Palestina

### ICO/ICTP Award
Riservato ai giovani ricercatori (meno di 40 anni) dei paesi in via di sviluppo che hanno effettuato ricerche nel campo dell'ottica nelle loro nazioni.
- 2000: Arbab Ali Khan, Pakistan
- 2001: Arashmid Nahal, Iran e Fernando Perez Quitian, Argentina
- 2002: Alphan Sennaroglu Turchia
- 2003: Robert Szipöcs Ungheria
- 2004: Imrana Ashraf Zahid, Pakistan e Revati Nitin Kulkarni, India
- 2005: Sarun Sumriddetchkajorn, Thailandia
- 2006: Héctor Manuel Moya Cessa, Messico